# 帕諾拉馬公園 (愛荷華州)
帕諾拉馬公園（英語：Panorama Park）是一個位於美國愛荷華州斯科特縣的城市。

## 地理
帕諾拉馬公園的座標為41°33′19″N 90°27′17″W / 41.55528°N 90.45472°W，而該地的平均海拔高度為186米（即610英尺）。

## 人口
根據2010年美國人口普查的數據，帕諾拉馬公園的面積為0.13平方千米，當中陸地面積為0.13平方千米，而水域面積為0.00平方千米。當地共有人口129人，而人口密度為每平方千米992人。